# Armreliquiar der hl. Elisabeth

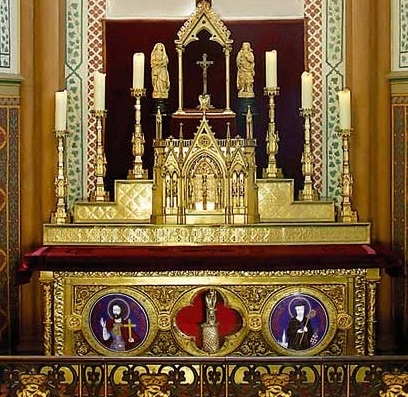
Altar der Schlosskapelle Sayn; in der Vierpass-Nische das Armreliquiar der hl. Elisabeth

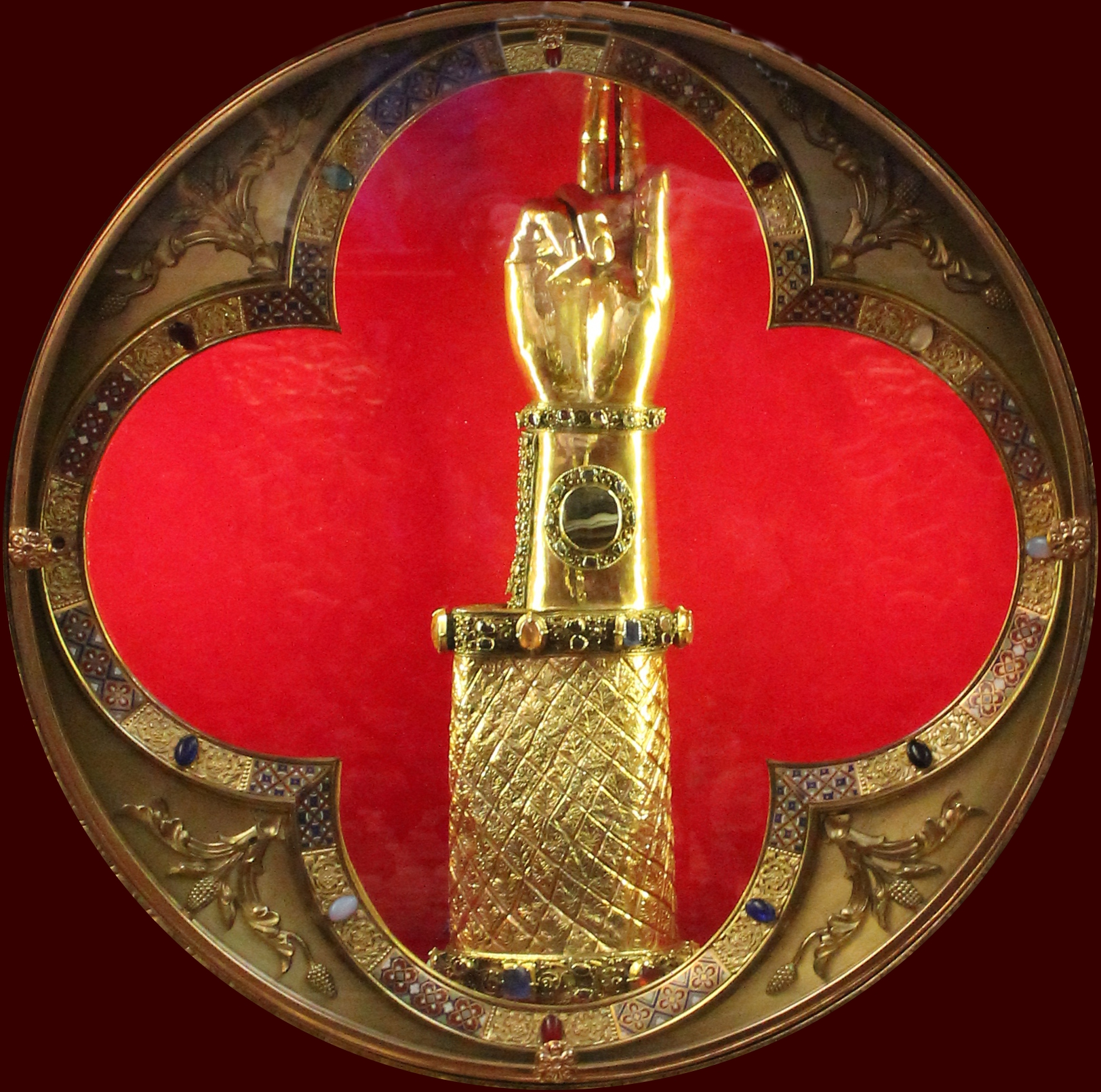
Armreliquiar

Das Armreliquiar der heiligen Elisabeth ist ein Behältnis in Form eines senkrecht aufragenden Arms, das eine Reliquie der heiligen Elisabeth von Thüringen enthält.

## Geschichte
Am 1. Mai 1236, weniger als fünf Jahre nach ihrem Tod, wurden die Gebeine Elisabeths im Beisein Kaiser Friedrichs II. in der  Marburger Hospitalkapelle erhoben und in einen kostbaren Schrein überführt. Die Armreliquie gelangte möglicherweise schon bald darauf nach Altenberg an der Lahn. Der dortigen Prämonstratenserinnenabtei Kloster Altenberg gehörte Gertrud von Altenberg, die 1227 geborene Tochter der Heiligen, seit ihrer frühesten Kindheit an, seit 1248 als Äbtissin. Das um 1240 entstandene Reliquiar blieb jahrhundertelang im Klosterschatz.
Nach der Aufhebung des Klosters Altenberg im Jahr 1803 schenkte die letzte Priorin Ludovica Norbertina von Bode das Reliquiar ihrem Verwandten, dem Grafen Boos von Waldeck in Sayn, der es in der Schlosskapelle aufbewahrte. Sein Enkel vermachte das Reliquiar der Fürstin Leonilla zu Sayn-Wittgenstein-Sayn, einer direkten Nachfahrin der hl. Elisabeth. Seither ist das kostbare Goldschmiedewerk im Besitz der Sayner Fürstenfamilie. Einige Jahre lang war das Reliquiar im Hochaltar der Abtei Sayn ausgestellt.

## Beschreibung
Die Hand ist in segnend ausgestreckter Haltung ausgeführt, der Arm mit zwei Gewändern bekleidet, deren Borten mit Filigranarbeiten und Edelsteinen geschmückt sind. Während der Oberärmel mit einem punzierten Rautenmuster verziert ist, dominiert an dem enganliegenden Ärmel eine gerahmte Achatplatte. Auf der gegenüberliegenden Rückseite weist das Untergewand ein verschließbares Maßwerkfenster auf, dahinter ist die Reliquie zu sehen. Ein zweiter Zugang zu der Reliquie besteht an der Unterseite des Armes, denn auch die Standplatte ist aufklappbar.
Armförmige Reliquiare sind seit dem 11. Jahrhundert bezeugt, sie gehören zur Gruppe der sogenannten „sprechenden Reliquiare“. Diese Reliquiare, zu denen alle gerechnet werden, die in Form menschlicher Körperteile gefertigt sind (z. B. Büsten, Häupter, Füße, Finger), werden so genannt, weil ihre äußere Form häufig auf die der Reliquie schließen lässt. Demnach kann ein Kopfreliquiar eine Schädel-, ein Armreliquiar eine Armreliquie enthalten. Im Inneren des Elisabethreliquiars befindet sich ein in Stoff gehüllter Knochen der Elle, der mit zwei jüngeren Siegeln versehen ist.
Das Armreliquiar der heiligen Elisabeth ist eine der herausragendsten Goldschmiedearbeiten aus der Mitte des 13. Jahrhunderts. In den stilistischen Merkmalen lässt das Werk bereits gotische Strömungen erkennen. Auffallend ist die naturalistische Modellierung der Hand, das Streben nach organischer Körperbildung. Auch die hochgefassten Krallenfassungen zwischen den Filigranranken erinnern bereits an Steinmontierungen der hochgotischen Goldschmiedekunst. Hinzu kommt das in den Ärmelrücken eingeschnittene Lanzettfenster mit eingeschriebenem Maßwerk, ein Motiv, das sich von der gotischen Monumentalarchitektur herleitet.